# 3/8
3/8（8分の3、はちぶんのさん）は、0 と 1 の間にある有理数の一つ。十進法で小数表示すると 0.375 である。

## 数学的性質
- 3/8 は 3÷8 に等しい。
- 3/8 は、素因数に2が含まれているN進法では有限小数になる。

## 符号位置
| 記号 | Unicode | JIS X 0213 | 文字参照         | 名称   |
| ---- | ------- | ---------- | ---------------- | ------ |
| ⅜    | U+215C  | -          | &#x215C; &#8540; | 8分の3 |

## その他3/8に関すること
- 音楽の8分の3拍子。4分の3拍子と共に、代表的な3拍子系の拍子。単純拍子の1種。
- 香港ポップスの女性歌手・謝安琪〈Kay Tse〉（英語版、中国語版）の2007年のアルバムに、『3/8 (アルバム)（英語版、中国語版）』と言う物がある。